# Fersig, Maramureș
Fersig (în maghiară Fehérszék, în trad. "Domeniul lui Albu") este un sat în comuna Satulung din județul Maramureș, Transilvania, România.

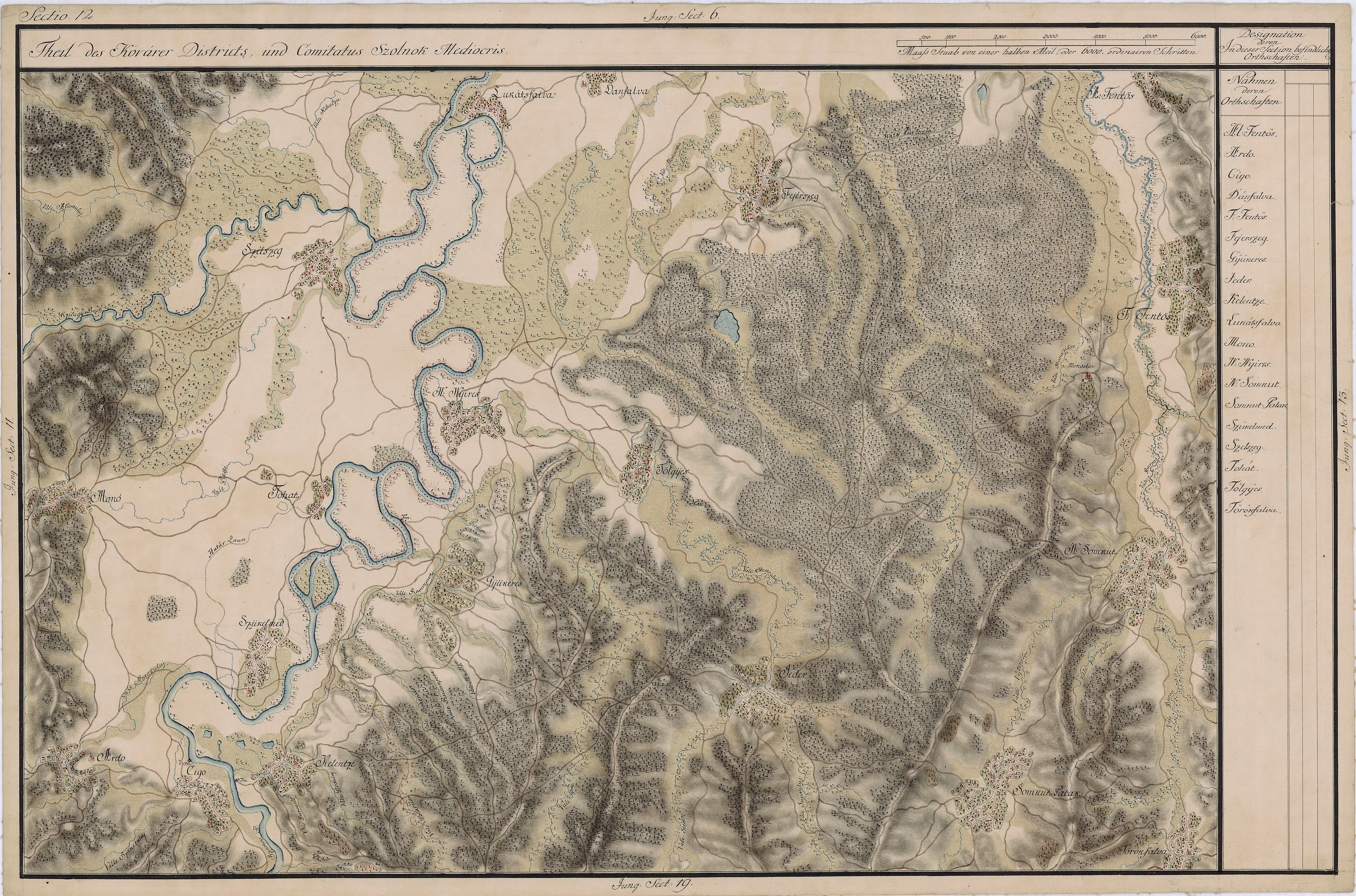
Fersig în Harta Iosefină a Transilvaniei

## Istoric
Prima atestare documentară: 1566 (Feyerzek, Fejerszek). 

## Etimologie
Etimologia numelui localității: din n.fam. Feier „Albu“ (< magh. fehér „alb”) + magh. szék „reședință, sediu”. 

## Demografie
La recensământul din 2011, populația era de 742 locuitori. 

## Arii naturale protejate (de interes național)
- Pădurea de stejar pedunculat Bavna (cu vârsta de peste 150 de ani) (Legea 5/2000).
- Bârsău - Șomcuta (sit Natura 2000)

## Personalități
- Valer Hețco (1877 - 1959), deputat în Marea Adunare Națională de la Alba Iulia 1918, preot